# Carcastillo
Carcastillo és un municipi de Navarra, a la comarca de Ribera Arga-Aragón, dins la merindad de Tudela. Limita amb Murillo el Fruto, Gallipienzo i Cáseda al nord; Sos del Rey Católico (Aragó) i Sádaba (Aragó) a l'est; al sud, les Bardenas Reales i Mélida, i a l'oest, Santacara.

## Demografia
| Evolució demogràfica                                   | Evolució demogràfica | Evolució demogràfica | Evolució demogràfica | Evolució demogràfica | Evolució demogràfica | Evolució demogràfica | Evolució demogràfica | Evolució demogràfica | Evolució demogràfica | Evolució demogràfica |
| 1996                                                   | 1998                 | 1999                 | 2000                 | 2001                 | 2002                 | 2003                 | 2004                 | 2005                 | 2006                 | 2007                 |
| ------------------------------------------------------ | -------------------- | -------------------- | -------------------- | -------------------- | -------------------- | -------------------- | -------------------- | -------------------- | -------------------- | -------------------- |
| 844                                                    | 827                  | 822                  | 814                  | 791                  | 785                  | 754                  | 762                  | 762                  | 766                  | 785                  |
| Fonts: Carcastillo i Institut d'Estadística de Navarra |                      |                      |                      |                      |                      |                      |                      |                      |                      |                      |